# 夏育 (战国)
夏育（?—?），中国战国时期卫国的勇士。与孟贲、乌获并称。
相传他力大无穷，可以举起千钧之重，后来被田搏杀死。